# 風の暦
「風の暦」（かぜのこよみ）は、2006年9月13日に発売された谷村新司39作目のシングル。

## 概要
前作「ハーヴェスト」から6年ぶりとなる新曲。avex io移籍第一弾。

## 制作
本作は表題曲「風の暦」を含めて、谷村新司が国鉄・JR西日本向けのタイアップとして使われた楽曲のみで構成されている。
「風の暦」は書き下ろし楽曲で、JR西日本『ディスカバー･ウエスト･キャンペーン』ソングとして使用された。
「いい日旅立ち・西へ」は、2003年に鬼束ちひろに提供した楽曲のセルフカバー。
1992年発売で阿久悠が多夢星人名義で作詞した「三都物語」と1978年に山口百恵に提供、その後セルフカバーした「いい日旅立ち」の2曲はポリスター時代にレコーディングされた音源がリマスタリングの上、収録されている。

## アートワーク
本作の歌詞ブックレットには「もの思う旅人へ…」と題されたデビューから35周年を迎えた心境を綴った谷村による文章と、本作のエグゼクティブ・プロデューサーであるエイベックス・エンタテインメントの松田直による文章が掲載されている。
ジャケットは砂丘を歩く谷村の後ろ姿が写されている。スリーブケース仕様。

## 収録曲
全作詞・作曲：谷村新司（特記以外）
1. 風の暦　（5:45）
  - 編曲：市川淳
2. いい日旅立ち・西へ　（4:50）
  - 編曲：松田真人・HUMAN ZOO
3. 三都物語　（4:11）
  - 作詞：多夢星人　編曲：佐孝康夫
4. いい日旅立ち　（4:31）
  - 編曲：佐孝康夫
5. 風の暦（カラオケ）（5:45）
6. いい日旅立ち・西へ（カラオケ）（4:50）
7. 三都物語（カラオケ）（4:11）
8. いい日旅立ち（カラオケ）（4:31）